# 四氟化镎
四氟化镎，又称氟化镎(IV) 是一种无机化合物 ，由镎和氟组成， 化学式 NpF4. 

## 制备
四氟化镎可以由三氟化镎或二氧化镎 在 500 °C下的氧气和氢氟酸的混合物中反应：
{\displaystyle \mathrm {4\ NpF_{3}\ +\ O_{2}\ +\ 4\ HF\ \longrightarrow \ 4\ NpF_{4}\ +\ 2\ H_{2}O} }
它也可以由二氧化镎在 HF 气体中反应：
{\displaystyle \mathrm {NpO_{2}\ +\ 4\ HF\ \longrightarrow \ NpF_{4}\ +\ 2\ H_{2}O} }